# 97 (număr)
97 (nouăzeci și șapte) este numărul natural care urmează după 96 și este urmat de 98.

## În matematică
97:
- Este al 25-lea număr prim și este un prim permutabil cu 79. Este cel mai mare număr prim format din două cifre, următorul fiind numărul prim verișor 101.[1]
- Este un număr mirp.[2]
- Este un număr prim bun.[3][4]
- Este un număr prim cubic generalizat.[5]
- Este un număr prim Euler[6][7]
- Este un număr prim izolat.[8][9]
- Este un număr prim lung.[10][11]
- Este un număr prim Pell.[12][13]
- Este un număr prim Pierpont.[14][15]
- Este un prim Proth, deoarece 97 = 3 × 25 + 1.[16]
- Este un număr prim Ramanujan.[17][18]
- Este un număr prim Solinas.[19][20]
- Este un număr prim tare.[21][22]
- Este un număr prim trunchiabil la stânga.[23][24]
- Este al 11-lea număr Mian-Chowla.[25]
- Este un autonumăr în baza 10, deoarece nu există niciun număr întreg care, prin adunarea sa la propriilor cifre, dă 97.[26]
- Este cel mai mare număr de două cifre a cărui sumă a cifrelor este un pătrat perfect (9 + 7 = 42).
- Numerele analoage 97, 907, 9007, 90007 și 900007 sunt prime fericite.[27] Totuși, 9000007 (nouă milioane șapte) este un număr compus și se poate scrie ca 277 × 32491.

## În știință
- Este numărul atomic al berkeliului.[28]

### Astronomie
- NGC 97 este o galaxie eliptică din constelația Andromeda.
- Messier 97 este o nebuloasă planetară stelar din constelația Ursa Mare.
- 97 Klotho este o planetă minoră.

## În alte domenii
Nouăzeci și șapte se mai poate referi la:
- STS-97, o navetă spațială.
- E97, un drum european.